# The Monsanto Years
Albums de Neil Young
Storytone
(2014) Bluenote Café
(2015)
The Monsanto Years est un album de Neil Young, accompagné par le groupe Promise of the Real, sorti en 2015,. Il s'agit du 35e album studio de Neil Young, et du 3e album de Promise of the Real.

## Contenu
L'album dénonce la politique anti-environnementale de la multinationale Monsanto,,,,. Le militantisme de Neil Young lui a d'ailleurs valu de faire partie de la liste des personnes espionnées par Monsanto.
Dans la chanson A Rock Star Bucks a Coffee Shop, Neil Young dénonce également la chaîne Starbucks, qui, comme Monsanto, a attaqué une loi de l'État du Vermont rendant obligatoire l'étiquetage des produits contenant des OGM. Neil Young avait auparavant appelé à un boycott de Starbucks.

## Titres
Tous les titres sont écrits et composés par Neil Young.
1. A New Day for Love
2. Wolf Moon
3. People Want to Hear About Love
4. Big Box
5. A Rock Star Bucks a Coffee Shop
6. Workin' Man
7. Rules of Change
8. Monsanto Years
9. If I Don't Know

## Musiciens
Neil Young : chant, guitare
Promise of the Real
- Lukas Nelson : guitares, chœurs
- Corey McCormick : basse, chœurs
- Tato Melgar : percussions
- Anthony Loger : batterie

Musicien additionnel
- Micah Nelson (frère de Lukas) : guitare électrique, charango électrique, chœurs

Techniciens et production
- John Hanlon : enregistrement, ingénieur du son, et production
- Jeff Pinn : ingénieur du son
- Jimmy Sloan : assistant, coordonnateur de production
- John Hausmann, Chris Kasych : techniciens scène
- Keith Moby Lanoux : technicien guitare
- Alberto Hernandez : ingénieur du son assistant au studio Fantasy
- Johnnie Burik : ingénieur du son assistant au studio Shangri La
- Bob Ludwig : mastering

## Pochette
Le recto de la pochette comporte différents éléments, comme un billet d'un dollar, le début de la Constitution des États-Unis, ou encore une adaptation par Micah Nelson du tableau American Gothic de Grant Wood représentant Neil Young à la place du paysan de Wood.

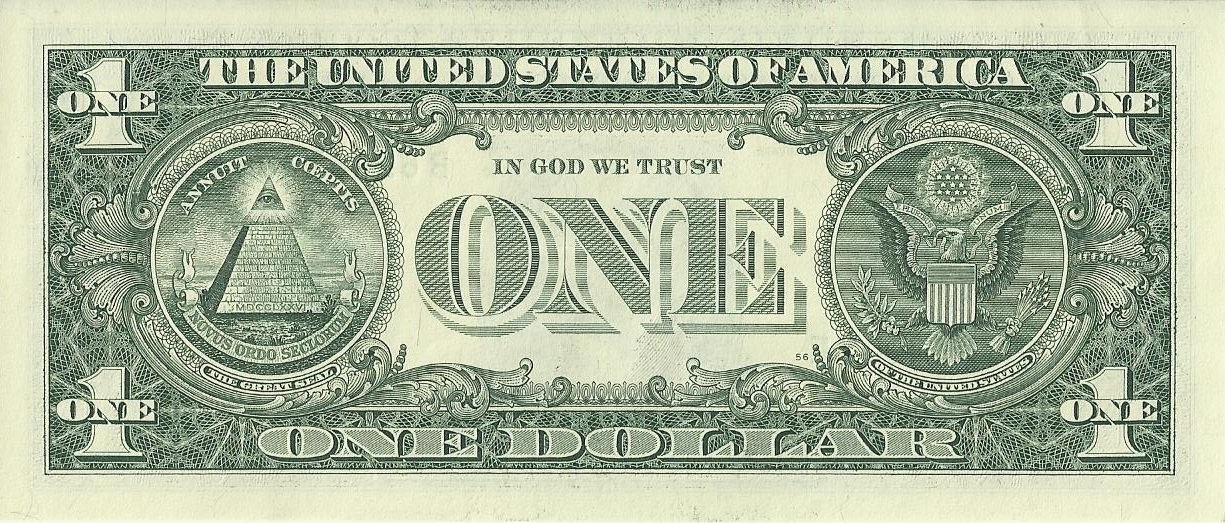
Billet d'un dollar américain
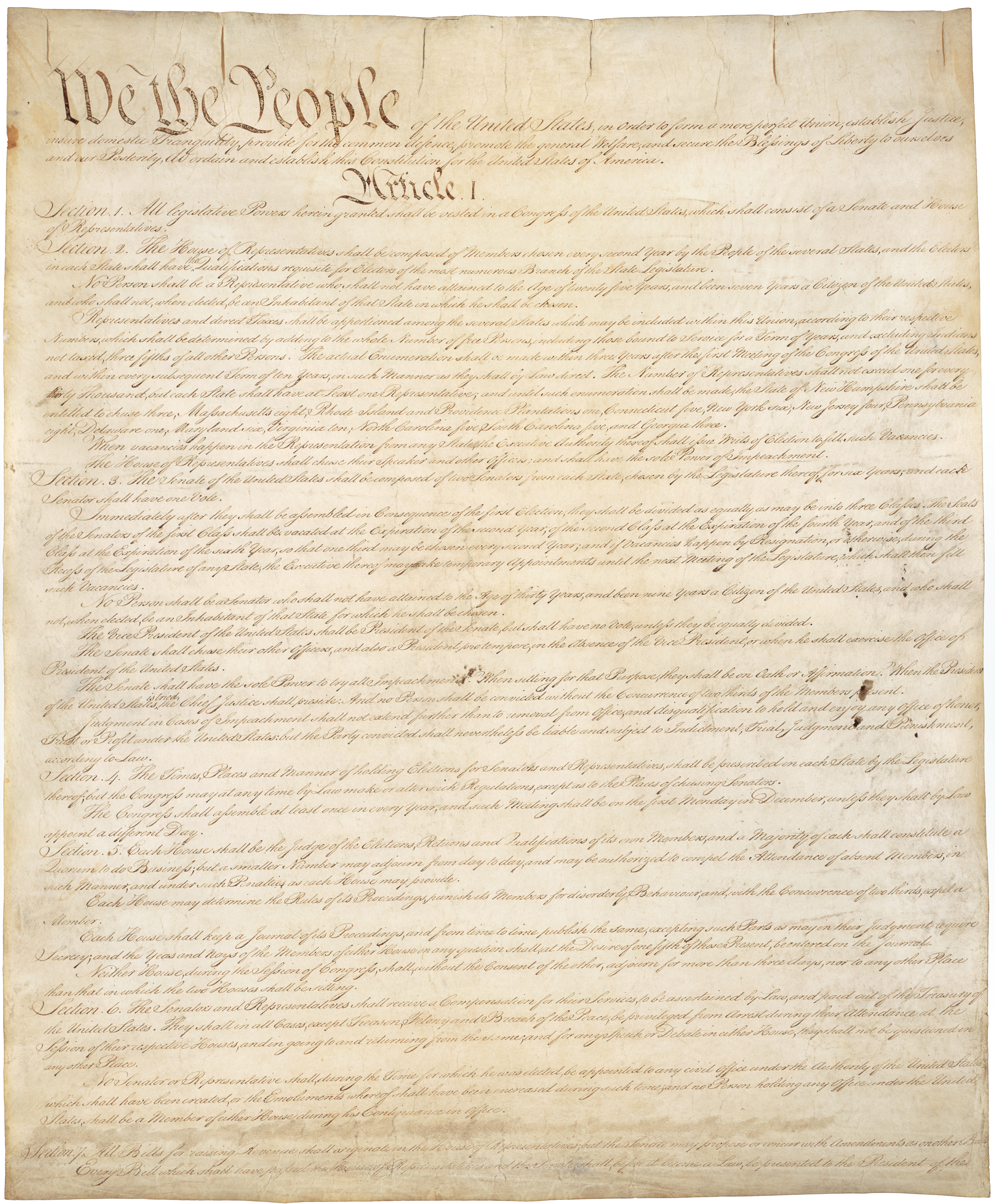
Constitution des États-Unis
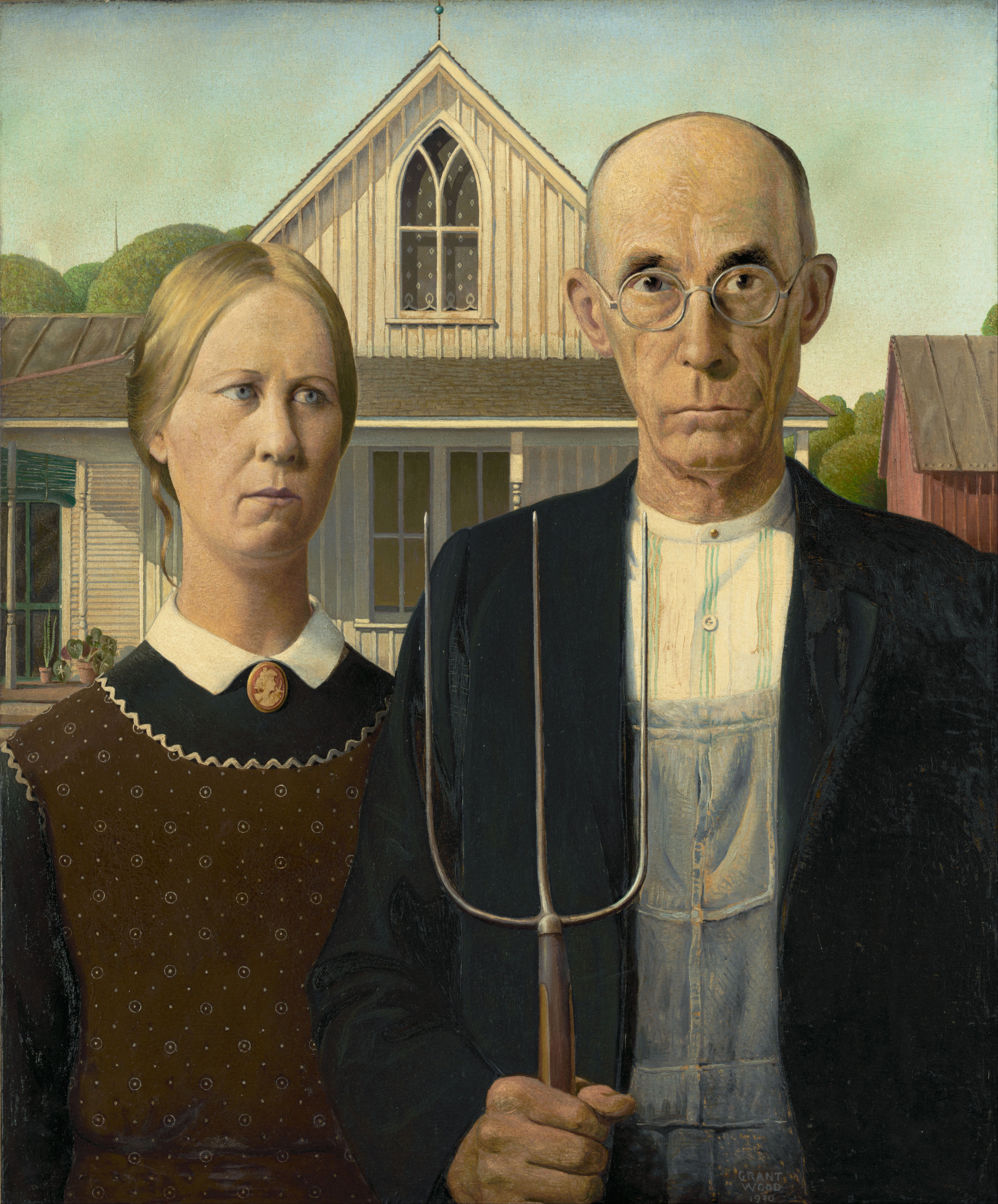
American Gothic de Grant Wood
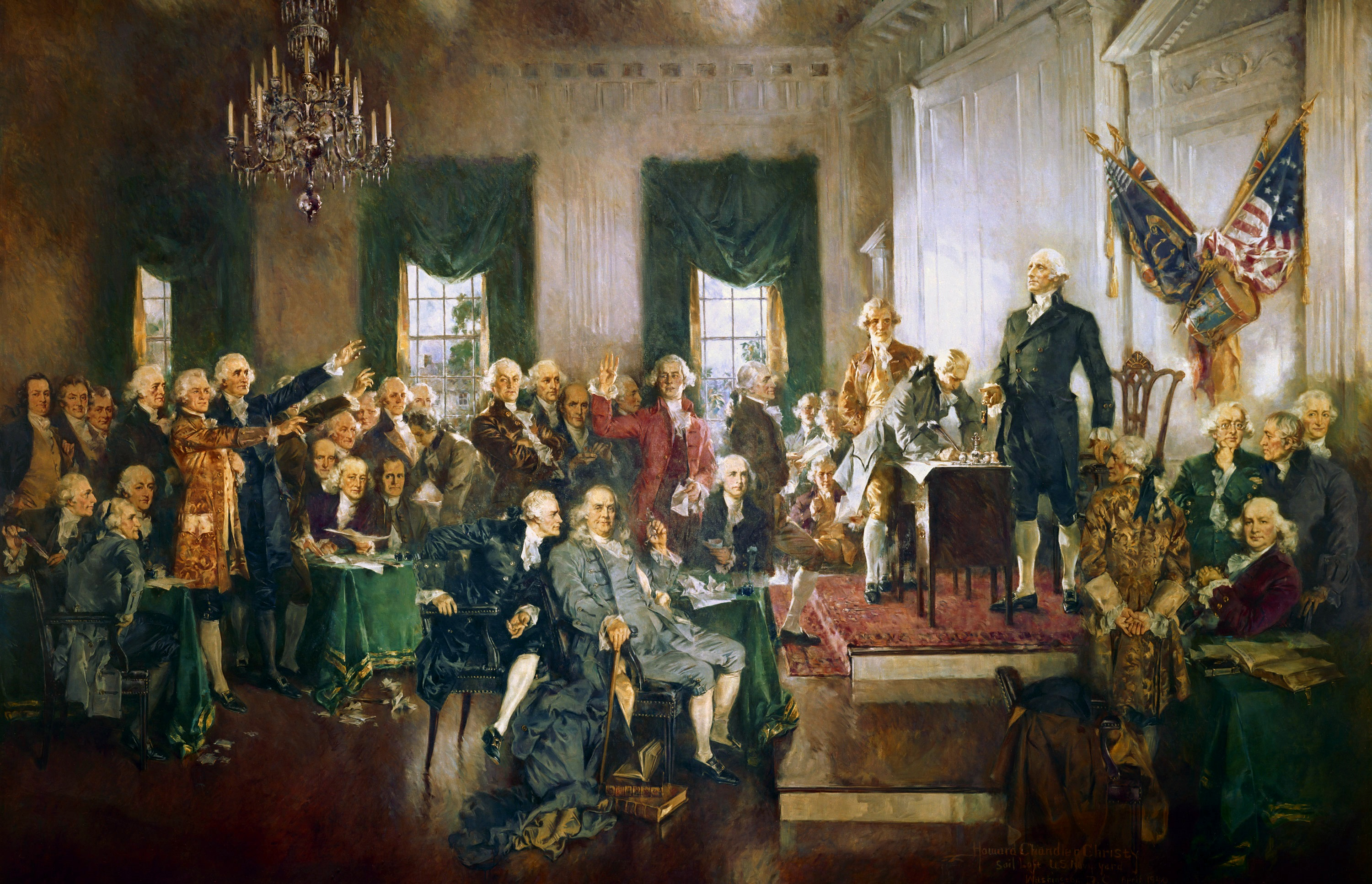
Signature de la Constitution des États-Unis de Howard Chandler Christy

Pochette et livret
- Neil Young et Promise of the Real : conception de la pochette
- Micah Nelson : illustration de la pochette, illustration du DVD
- Eric Johnson : lettrage
- Other Shoe Photography : photo de couverture du livret
- Howard Chandler Christy : illustration en double page centrale du livret, Signature de la Constitution des États-Unis
- Gary Burden et Jenice Heo : coordination